# The Ride (песня Рафала Бжозовского)
«The Ride» (с англ. — «Поездка») — песня польского певца Рафала, с которой представлял Польшу на конкурсе «Евровидение-2021» в Роттердаме.

## Евровидение
12 марта 2021 года Telewizja Polska подтвердил, что Рафал Бжозовский будет представлять Польшу на конкурсе 2021 года.
65-й конкурс «Евровидение» состоялось в Роттердам, Нидерланды и состоял из двух полуфиналов 18 мая и 20 мая 2021 года, а также финала 22 мая 2021 года. 17 ноября 2020 года было объявлено, что Польша выступит в первой половине второго полуфинала конкурса. В финал не прошёл.